# Tsuru (Yamanashi)
Tsuru (都留市 Tsuru-shi?) es una ciudad localizada en la prefectura de Yamanashi, Japón.
A partir de noviembre de 2015, la ciudad tenía una población estimada de 32.584 y una densidad de población de 202 personas por km². El área total era 161.63 kilómetros cuadrados.

## Geografía
Tsuru está localizado en el sureste de la prefectura de Yamanashi, en las estribaciones del Monte Fuji. 

## Municipios cercanos
Prefectura de Yamanashi
- Fujiyoshida
- Ōtsuki
- Uenohara
- Distrito de Minamitsuru - Yamanakako, Oshino, Nishikatsura, Fujikawaguchiko

## Historia
El área alrededor de Tsuru ha sido habitada continuamente desde el periodo Paleolítico japonés, y numerosos artefactos del periodo de Jōmon y periodo de Kofun se han encontrado dentro de sus fronteras. El área ha sido parte de antiguo condado de Tsuru de la provincia de Kai desde el periodo de Nara. Durante el periodo de Sengoku, el área fue controlada por el clan de Takeda. Durante el periodo de Edo, toda la provincia de Kai era territorio del tenryō bajo control directo del Tokugawa shogunate. Durante la reforma catastral del primer periodo de Meiji el 1 de abril de 1889, la aldea de Tani fue creada dentro del distrito Minamitsuru, Yamanashi Prefectura. Tani fue elevado a ciudad el 7 de marzo de 1896. El 29 de abril de 1954 Tani se fusionó con cuatro aldeas vecinas para formar la ciudad de Tsuru.

## Educación
- Universidad de Tsuru
- Tsuru Tiene ocho escuelas primarias, tres escuelas secundarias y una escuela media superior.

En marzo de 2016 cerraron la Escuela Secundaria Katsura y la Escuela Secundaria Yamaura. La recientemente inaugurada escuela secundaria Tsuru Kojokan reemplazó a las escuelas de cierre.

## Transporte

### Ferrocarril
- Fuji Kyuko - Línea Ōtsuki
  - Tanokura-Kasei-Akasaka-Tsurushi-Yamuramachi-Tsuru-bunkadaigaku-mae-Tōkaichiba-Higashi-Katsura

### Carretera
- Chūō Expressway
- Ruta Nacional de Japón 139

## Personas conocidas de Tsuru
- Kazuo Dan  - novelista
- Jinpachi Nezu – Actor
- Yasuyo Yamasaki – Coronel al mando de las fuerzas de la IJA en la Batalla de Attu